# Nesticella brevipes
Espèce
Synonymes
- Nesticus brevipes Yaginuma, 1970

Nesticella brevipes est une espèce d'araignées aranéomorphes de la famille des Nesticidae.

## Distribution
Cette espèce est endémique du Japon.
Sa présence est incertaine en Corée du Sud, en Chine et en Russie en Extrême-Orient russe.

## Description
La femelle holotype mesure 2,1 mm.
Le mâle décrit par Ballarin et Eguchi en 2023 mesure 1,94 mm et la femelle 2,24 mm, les mâles mesurent de 1,94 à 2,31 mm et les femelles de 1,76 à 2,50 mm.

## Systématique et taxinomie
Cette espèce a été décrite sous le protonyme Nesticus brevipes par Yaginuma en 1970. Elle est placée dans le genre Howaia par Lehtinen et Saaristo en 1980 puis dans le genre Nesticella par Wunderlich en 1986.
Nesticus terrestris, placée en synonymie par Yaginuma en 1972, a été relevée de synonymie par Ballarin et Eguchi en 2023.

## Publication originale
- Yaginuma, 1970 : « Two new species of small nesticid spiders of Japan. » Bulletin of the National Museum of Nature and Science, vol. 13, p. 385-394.